# Batalla de Carmen de Patagones
La Batalla de Carmen de Patagones fue un enfrentamiento ocurrido el 7 de marzo de 1827 entre milicias de las Provincias Unidas del Río de la Plata y tropas de la marina del Imperio del Brasil, durante el transcurso de la Guerra del Brasil. Tuvo lugar en las cercanías del poblado de Carmen de Patagones, provincia de Buenos Aires, en la actual Argentina.

## Antecedentes
Para contrarrestar la abrumadora superioridad naval brasileña, las Provincias Unidas del Río de la Plata acudieron al recurso de entregar patentes de corso, con el fin de hostilizar el comercio y transporte imperiales por vía marítima. De esta forma, el fuerte de Carmen de Patagones se convirtió en un refugio seguro para los corsarios, donde podían desembarcar sus botines de guerra, reparar las naves, descansar y abastecerse de víveres.
Por este motivo el almirante brasileño Pinto Guedes esbozó un plan: atacar el fuerte y tomar la ciudad, con el fin de escarmentar a los corsarios y cesar sus ataques. Además esto permitiría la posibilidad de abrir un segundo frente para atacar a Buenos Aires desde el sur, dividiendo de esta forma a los ejércitos republicanos.
El fuerte de Carmen de Patagones era el más austral del territorio argentino y su posesión implicaba una importante ventaja estratégica para las fuerzas imperiales invasoras.

## Las Fuerzas en el Combate

### Fuerzas imperiales (brasileñas)
Con el fin de cumplir el objetivo de la toma del poblado, la Marina Imperial envió una división al mando del capitán de fragata inglés James Shepherd. Esta fuerza estaba compuesta por los siguientes buques:
- La corbeta Duqueza de Goyas, al mando de Sheperd.
- La corbeta Itaparica, al mando de Guillermo Eyre.
- El bergantín Escudeiro comandado por Luis Pouthier.
- La goleta Constanza, al mando de Joaquim Marques Lisboa.

La fuerza estaba compuesta por un poco más de 600 hombres, de los cuales 250 no eran brasileños.

### Fuerzas argentinas
Al encontrarse Carmen de Patagones demasiado lejos del teatro principal de operaciones, no se disponía de tropas en buen número para defender la plaza. El comandante del fuerte Martín Lacarra contaba con un centenar de infantes, y consiguió reclutar unos 80 hombres a caballo, en su mayoría gauchos, más los corsarios y un piquete de artillería de uno de los buques en reparación, el Chacabuco. A esto se sumó luego un grupo de negros voluntarios y un escuadrón de vecinos. Además se proveyó a los pobladores de Patagones, la mayoría mujeres, con palos, gorros y vestimentas de milicianos, procurando simular una columna en retaguardia.
Esa "retaguardia" ocupó puestos visibles en el fuerte, aparentando que las fuerzas argentinas resistirían en ese lugar, sin salir a dar batalla. Esto coadyuvó de modo fundamental al efecto sorpresa utilizado por las tropas argentinas en la batalla, ya que los espías enviados por los imperiales informaron de esta situación a sus jefes, que fueron sorprendidos al querer superar el pequeño cerro de la Caballada, bautizado así por la carga de a caballo con que los argentinos derrotaron al invasor.
En cuanto a la flota, estaba compuesta por:
- La sumaca Bella Flor, al mando de Santiago Jorge Bynnon
- El bergantín Oriental Argentino, al mando del corsario francés Pedro Dautant.
- Los balleneros corsarios Hijo de Mayo e Hijo de Julio, comandados por el inglés James Harris y el francés Francisco Fourmantin, respectivamente.
- Las goletas Emperatriz y Chiquita; éstas habían sido recientemente capturadas a los brasileros.

En total, el número de hombres embarcados era de 330, aproximadamente.

## Transcurso de la batalla

### Primeras acciones
En la mañana del 28 de febrero de 1827, el bergantín Escudeiro ingresó al río Negro enarbolando otra bandera para engañar a los defensores. A la entrada del estuario se ubicaba una batería de 4 cañones al mando del coronel Felipe Pereyra, comenzando el intercambio de disparos. Luego de superar las defensas en la escaramuza, el Escudeiro franqueó la entrada, seguido por la corbeta Itaparica.
El 3 de marzo se perdió la Duqueza de Goyas, que había quedado varada días antes debido a la naturaleza del río y el gran calado de la nave. Esto produjo 38 bajas entre los invasores.
El 6 de marzo de 1827 los brasileños desembarcaron en la margen sur una partida de hombres y reclamaron carne fresca a un grupo explorador criollo, pero el juez de paz Fernando Alfaro dio órdenes de negarles apoyo.

### Desembarco brasileño
Debido a las dificultades para navegar el río, el comandante brasileño decidió atacar Patagones por tierra. A la madrugada se produjo el desembarco general de las fuerzas brasileñas, alrededor de 350 hombres, con el objeto de marchar sobre la población para tomarla en forma definitiva.
La columna brasileña inició la marcha en la calurosa noche del día 7, debiéndolo hacer por terrenos arenosos y cubiertos de espesos matorrales espinosos, que obligaban a transportar a los oficiales sobre los hombros de sus soldados. Además tuvieron la dificultad adicional de no contar con un guía competente, lo que llevó a que la columna, compuesta por más de 400 efectivos, se extraviara durante la marcha, alejándose del río y las fuentes de agua. Este hecho, sumado al calor asfixiante y el terreno desértico, comenzó a minar las fuerzas y resistencia de los soldados imperiales.
Las fuerzas invasoras llegaron a las 6:30 al cerro de la Caballada, completamente extenuados y sin haber podido beber agua por 24 horas, con el agravante de que el único alimento que pudieron consumir fue carne salada.

### Combate en cerro de la Caballada
Los defensores, que desconocían la ubicación e intenciones de la columna imperial, descubrieron las huellas de la avanzada brasileña y aprestaron los preparativos para la defensa. En el cerro de la Caballada las milicias republicanas conducidas por el subteniente Sebastián Olivera y los gauchos del baqueano José Luis Molina los alcanzaron y presentaron batalla inmediatamente. Con los primeros disparos cayó muerto el comandante brasilero Shepherd, quien fue suplantado por Guillermo Eyre. Pronto se vieron rodeados por guerrillas que procedieron a cercar a los imperiales incendiando la vegetación, hecho que obligó a Eyre a ordenar la retirada hacia los navíos, sin advertir que los mismos ya se encontraban copados por los argentinos.

### Toma de la flota y fin de la batalla
En efecto, la flotilla de naves corsarias al mando de Santiago Jorge Bynnon abrió fuego sobre el Escudeiro, que resistió hasta el momento en que su esforzado capitán cayó mortalmente herido. Tomado ese buque, los argentinos atacaron la goleta Constanza, que se había separado del Escudeiro para unirse a la corbeta Itaparica, nave a la cual no se tardaría en reducir.
Esta última nave fue hundida frente a la población de Carmen de Patagones. Restos de su casco aún permanecen enterrados en el lecho del río Negro en ese lugar, y su enorme bandera fue expuesta durante más de un siglo y medio, siendo en los últimos años en un lateral del atrio de la iglesia de la ciudad. En la década de 1990 el gobierno argentino decidió devolver a Brasil ese pabellón perteneciente a la Itaparica, en señal de buena voluntad, pero el pueblo "maragato" (gentilicio de los habitantes de Carmen de Patagones) se opuso enérgicamente, y aún se exhiben esta y otra bandera capturada en esa misma batalla, en la iglesia colonial del pueblo, frente a la plaza 7 de marzo.
Ante la confirmación de la rendición de su escuadra, Eyre finalmente se rindió a Alfaro, quien fue elegido junto con otros hombres para llevar la noticia de la victoria a Buenos Aires.

## Fuga de 95 brasileños capturados
El joven Joaquim Marques Lisboa y Eyre a la cabeza de 93 prisioneros lideraron una atrevida fuga. Consiguieron tomar el control de la embarcación republicana Ana llevándolos a Salado y regresaron (a pesar de la presencia de barcos de escolta) triunfantes a Montevideo.

## Consecuencias
Como resultado de los combates, quedaron en poder de los argentinos 3 buques, 28 cañones y numerosas armas. La tropa de desembarco perdió 40 de los suyos y se rindieron en las naves 10 oficiales y 306 hombres de tropa. En total, las fuerzas brasileras sufrieron 100 bajas y se tomaron 579 prisioneros, entre los cuales 200 británicos, que pasaron a engrosar las filas patriotas.
Los buques capturados fueron renombrados y pasaron a integrar la escuadra del almirante Brown. El Itaparica se denominó Ituzaingó, el Escudiero se convirtió en el Patagones y la Constanza pasó a llamarse Juncal.
En la iglesia Nuestra Señora del Carmen se conservan dos de las 7 banderas imperiales brasileñas que se conquistaron el 7 de marzo de 1827.